# Lucius Siccius Dentatus

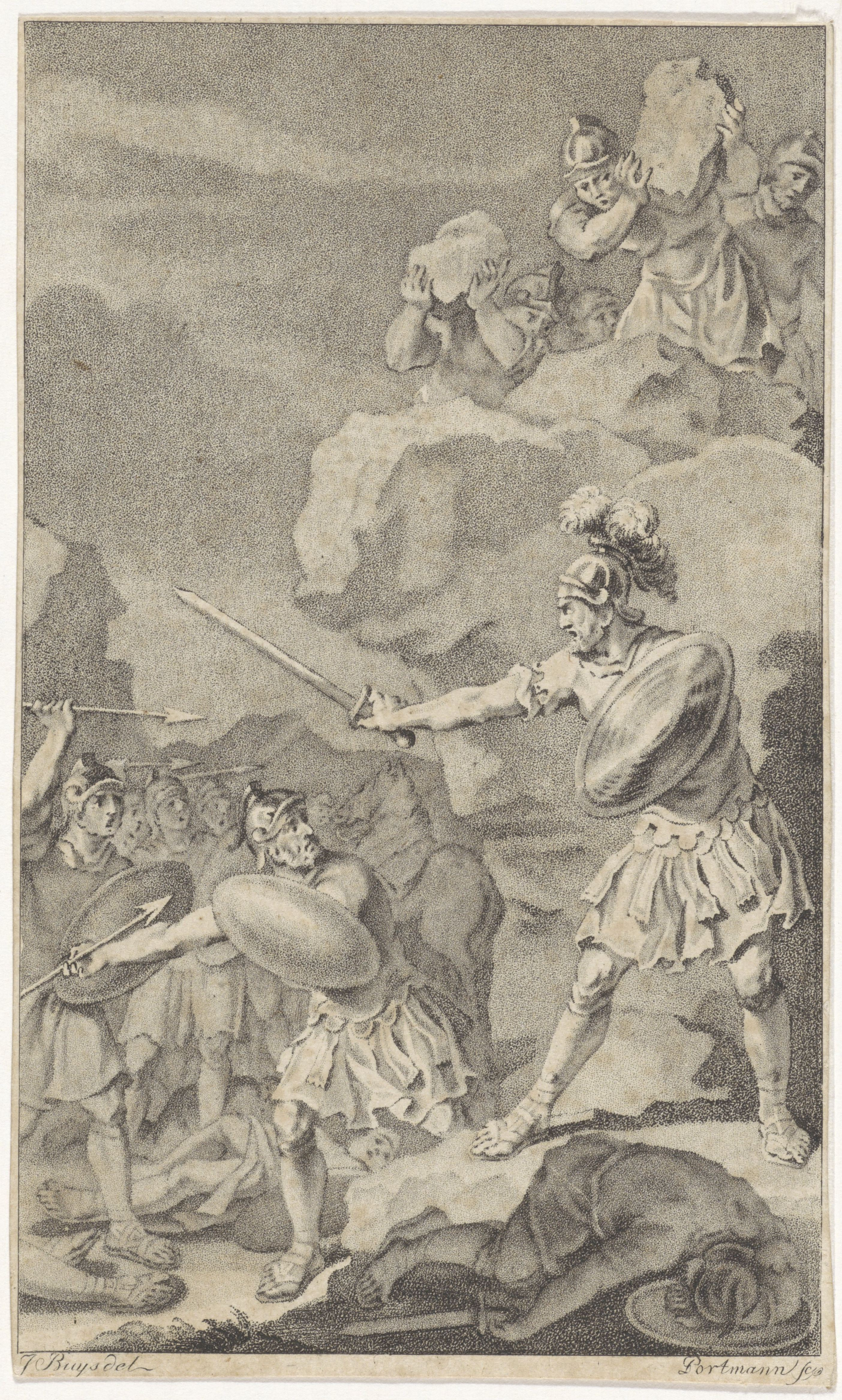
Lucius Siccius Dentatus wordt door zijn eigen omgekochte soldaten aangevallen en vermoord. Hij probeert zich nog wanhopig te verdedigen.
(door Ludwig Gottlieb Portman)

Lucius Siccius (of Sicinius) Dentatus was een Romeins politicus en militair uit de 5e eeuw v.Chr.

## Biografie
Als militair bestreed hij de Aequi en de Sabijnen, en als politicus was hij een verdediger van de belangen der plebejers. Hij was in 450/449 v.Chr. lid van het tweede college der decemviri legibus scribundis en werd op verraderlijke wijze vermoord.

## Beoordeling
Als een soort Romeinse Achilles werd hij als held verheerlijkt, en belichaamde hij de burgerlijke en militaire deugden van de plebejers in hun ontvoogdingsstrijd tegen de patriciërs en in hun strijd tegen de buitenlandse vijanden. Zijn geschiedenis is een mengsel van fictie en waarheid

## Antieke bron
- Dionysius van Halicarnassus, X, 36-49 en XI, 25 sq